# Guido Biagi
Guido Biagi (Firenze, 29 gennaio 1855 – Firenze, 6 gennaio 1925) è stato un bibliotecario, scrittore, storico e giornalista italiano.

## Biografia
Nacque a Firenze dalla bolognese Emilia Costetti, ispettrice delle scuole elementari della città e da Luigi Biagi, pittore formatosi all'Accademia di Firenze con Giuseppe Bezzuoli e Pietro Benvenuti.
Allievo di Adolfo Bartoli, Biagi si laureò in filologia nel 1878. Mentre frequentava l'Istituto Fiorentino di Studi Superiori, insieme ad altri suoi compagni di corso, il letterato Alfredo Straccali,  il filologo Luigi Gentile ed i poeti Giovanni Marradi e Severino Ferrari (quest’ultimo amico fraterno di Pascoli e di Carducci), fondò un periodico carducciano, dal titolo I nuovi goliardi, su cui apparvero anche inediti di Giovanni Pascoli.  Nel 1880, l’editore Sansoni, presumibilmente dietro proposta del Bartoli, consulente dell’omonima casa editrice e mentore del Biagi, ne pubblicò la tesi di laurea, una edizione critica del Novellino, intitolandola Le Novelle Antiche. Il 12 febbraio 1881 Biagi sposò la cognata dell'editore, Amelia Piroli, sorella di Albertina, moglie appunto di Giulio Cesare Sansoni. Dal matrimonio nacque nel 1891 il figlio Luigi, futuro storico dell’arte e Direttore dell’Accademia di Belle Arti di Firenze.
Al rapporto di parentela con Sansoni se ne affiancò uno professionale con la Casa Editrice, sempre più stretto e prolifico. Biagi venne infatti nominato Direttore Editoriale, ruolo che la moglie di Sansoni, Albertina, confermò nel 1885 alla morte del marito.

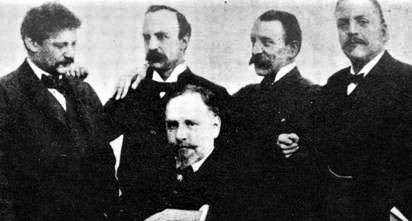
Il gruppo dei Nuovi Goliardi S. Ferrari, A. Straccali, G. Marradi, L. Gentile e in basso G. Biagi

Biagi diede un grande impulso alla casa editrice avviando una serie di collane di successo: nel 1887 la Collezione di classici greci ad uso delle scuole diretta da Girolamo Vitelli e Pietro Cavazza, nel 1889 la Biblioteca scolastica di classici italiani secondo i programmi ufficiali diretta da Carducci, l'anno successivo i Manuali di Zoologia di Guelfo Cavagna e i Manuali di Botanica di Poli e Tafani. Con la Biblioteca critica della letteratura italiana diretta da Francesco Torraca e, nel 1901, con l’avvio della collana Biblioteca storica del Rinascimento diretta da Paolo Luiso, la casa editrice Sansoni si affaccerà al XX secolo con oltre seicento importanti edizioni organizzate in collane tematiche.
Oberato da pressanti impegni procurati dalla sua attività di bibliotecario, nel 1910 Biagi chiamò in aiuto alla direzione della Casa Editrice il nipote Antonio Sansoni che cominciò a prendere parte attiva nell'azienda di famiglia a partire dal trasferimento nella nuova sede di via Cherubini 12 e poi di viale Mazzini 26. Alla morte prematura di Antonio, avvenuta al termine della I guerra mondiale, i suoi cugini presero in mano le redini della Sansoni. Era il 19 settembre 1918. Dopo quella del fondatore Sansoni e quella di Guido Biagi aveva così inizio la terza fase della vita operativa della casa editrice fiorentina.
Quella di Direttore Editoriale fu solo una delle molteplici attività che Biagi svolse con passione nel corso della sua vita. Insieme a quella di giornalista, di scrittore, di letterato, quella di bibliotecario sarà indubbiamente l’attività che lascerà le più importanti tracce del suo spirito creativo e di innovatore.
La carriera di bibliotecario iniziò nel 1880 alla Biblioteca nazionale centrale di Roma dove resterà per due anni. Vivendo nella capitale accolse l’invito di Ferdinando Martini a prendere di fatto in mano la direzione di un nuovo periodico per l’infanzia, Giornale per i bambini edito da Oblieght, ruolo che mantenne per tutto il periodo romano fino a quando lasciò la capitale per tornare a Firenze.
E’ alla testardaggine ed alla caparbietà di Guido Biagi che l’umanità deve uno dei libri per l’infanzia più letti in assoluto. Amico di Carlo Lorenzini (Collodi) il Biagi pubblicò infatti proprio sul Giornale dei Bambini il primo capitolo della storia di un burattino. Grazie alle reiterate richieste del Biagi, il Collodi si decise finalmente a spedirgli quel “mucchio di cartelle” intitolate appunto La storia di un burattino. Nella lettera di accompagnamento Collodi scriveva al Biagi: “Ti mando questa bambinata, fanne quel che ti pare; ma, se la stampi, pagamela bene per farmi venire voglia di seguitarla”. La pagò talmente bene che i nuovi episodi non tardarono ad arrivare e ad essere pubblicati sulla rivista fino a quando, raggruppati, riveduti e corretti uscirono alle stampe nel 1883 nel libro per l’infanzia più famoso al mondo, Le avventure di Pinocchio.
Tornato a Firenze, dal 1882 al 1884 Biagi iniziò a lavorare alla Biblioteca nazionale. Diresse la Biblioteca Marucelliana dal 1886 al 1889 e, contemporaneamente, dal 1889 al 1923, la Biblioteca Riccardiana e la Biblioteca Mediceo Laurenziana. Libero docente di Discipline bibliografiche, presso l'Istituto di studi superiori di Firenze, è stato socio fondatore della "Società bibliografica italiana".
Ebbe l'idea di un "Museo laurenziano del libro e della miniatura" - in cui esporre codici, miniature, esemplari di scrittura paleografica, papiri egiziani, stampe e autografi - che restava aperto tutti i giorni ed era gratuito. Biagi fu scelto come membro della Giunta consultiva per le biblioteche, presso il ministero della Pubblica Istruzione. Ferdinando Martini lo volle come suo capo gabinetto, dal 1884 al 1885 e negli anni 1892-1893. Guido Biagi fondò nel 1888 e diresse per il resto della sua vita la "Rivista delle biblioteche e degli archivi".
Mise a frutto gli insegnamenti filologici del Bartoli pubblicando alcuni importanti lavori come l'Indice del Mare Magnum di Francesco Marucelli (Firenze 1887) e, in collaborazione con L. Passerini, il Codice diplomatico dantesco (Roma 1895-98).
Biagi era convinto che la professione di bibliotecario dovesse avere una dimensione internazionale e immaginò per primo l’idea di una cooperazione fra biblioteche tesa a questo obiettivo. Una delle caratteristiche particolari della biblioteca del futuro sarà la cooperazione e l’internalizzazione applicata alla divisione del lavoro. (Biagi 1904 p.11). Prese parte al secondo Congresso Internazionale dei Bibliotecari a Londra nel 1897, a quello di Parigi nel 1900 ed in St Louis nel 1904. Fu scelto dal Governo come rappresentante dell’Italia a questi congressi per la sua conoscenza dell’Inglese e per la sua grande competenza a conoscenza delle tematiche trattate. (Petrucciani 2002)

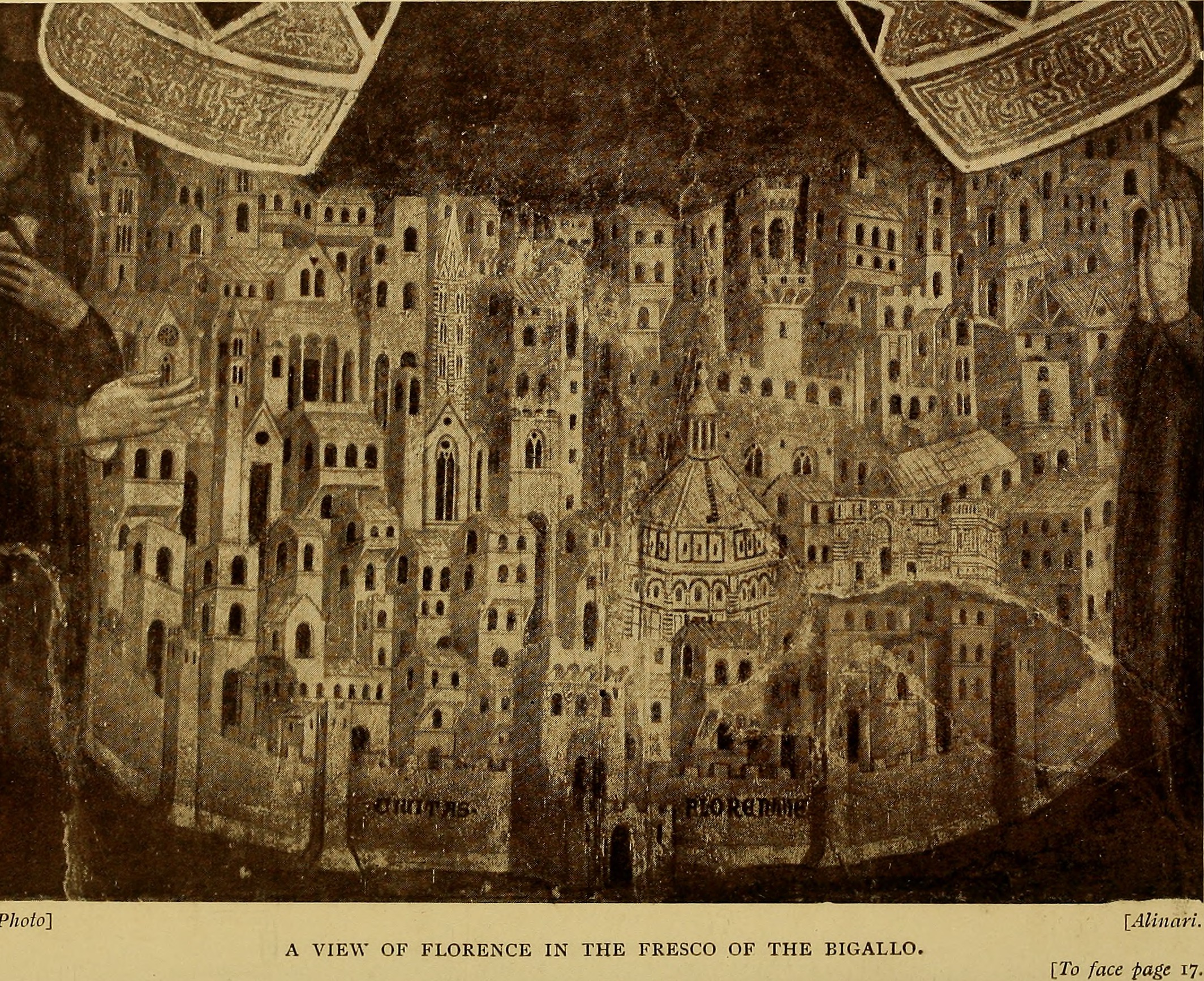
Guido Biagi, Men and manners of old Florence (1909) 01)

A Firenze organizzò le "Pubbliche letture sulla vita italiana nei secoli", che si svolsero dal 1889, prima a palazzo Ginori e poi a Palazzo Medici Riccardi, e le "Lecturae Dantis", che avvenivano ad Orsanmichele. A Firenze fu eletto presidente della "Società Leonardo da Vinci di Firenze" - che organizzava presentazioni di libri, incontri su argomenti di scienze e mostre d'arte contemporanea - divenne accademico e bibliotecario dell'Accademia della Crusca e dal 1885 direttore letterario della casa editrice Sansoni, per la collana "Biblioteca scolastica dei classici italiani". Da conversazioni fra Guido Biagi e altri intellettuali nacque a Firenze l'idea di creare uno spazio idoneo per scambi di idee fra la cultura inglese e quella italiana: nel 1917 ebbe dunque vita il British Institute of Florence. Biagi è stato anche socio fondatore della Società Dantesca Italiana.
Con stile lieve, scorrevole ed arguto scrisse rievocazioni storiche, tra cui Un'etera romana: Tullia d'Aragona (1897), Gli ultimi giorni di P. B. Shelley: con nuovi documenti (1892) e, postumo, un ameno racconto di vita fiorentina, intitolato Fiorenza, fior che sempre rinnovella (1925), con copertina disegnata dal pittore Guido Colucci. Pubblicò opere di critica e di aneddotica letteraria (1923), note di storia dell'arte e del costume e i Papiers inédites di Napoleone I (1895).
Come giornalista, collaborò ad Athenaeum di Londra, a Il Marzocco, a La Rassegna settimanale, a Il Fanfulla,  a Il Capitan Fracassa, al Corriere della Sera (La lettura), al Don Chisciotte, alla Rassegna settimanale, alla Nuova Antologia, a La Voce e al Giornale dei bambini e al Corriere dei piccoli.

## Opere

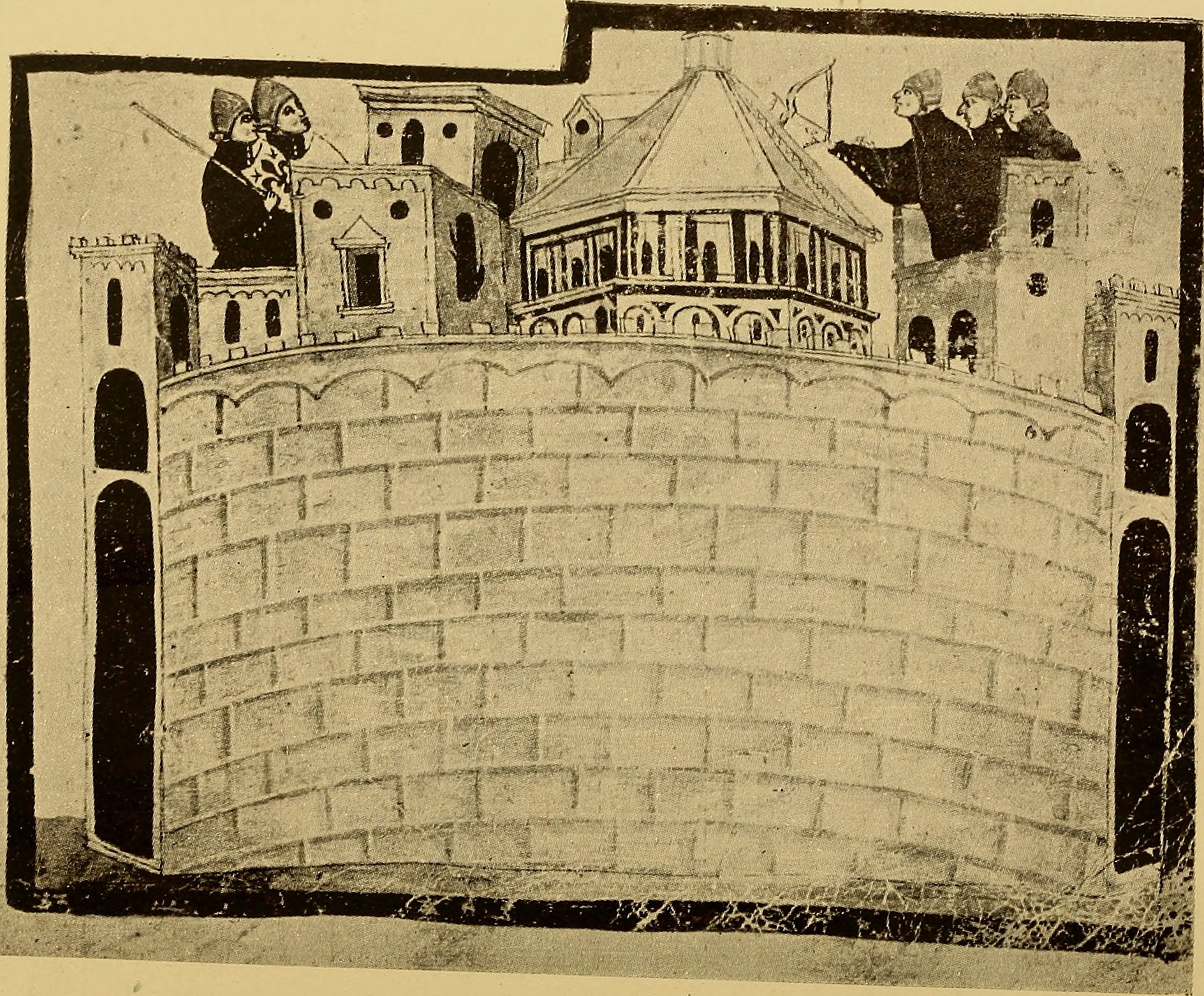
Guido Biagi, Men and manners of old Florence (1909) 02

- Il viaggio di nozze della Principessa di Sultzbach, Firenze, 1883
- Aneddoti letterari, Milano, 1887
- Giunte e correzioni inedite alla bibliografia dantesca del De Batines, Firenze, 1888
- Gli ultimi giorni di P. B. Shelley: con nuovi documenti, 1892
- Napoléon inconnu, 1895
- La vita privata dei fiorentini antichi, Firenze, 1896 (The private life of the Renaissance florentines, 1896)
- Un'etera romana: Tullia d'Aragona, 1897
- Spigolature Savonaroliane, Firenze, 1898
- Beltà moderna. Alla torre dei Medici, Roma, 1899
- Per la storia del libro in Italia nei secc. XV e XVI, Firenze, 1900
- In Val di Nievole: guida illustrata, Firenze, 1901
- Per una legge sulle biblioteche, Roma, 1906
- Di un esemplare dell'edizione di Jesi della "Divina Commedia" appartenuta a Ugo Foscolo, Firenze, 1907
- La renaissance en Italie: l'architecture et la décoration, Paris, 1911
- La camera del magnifico Lorenzo nel palazzo di Careggi, Firenze, 1912
- Il carattere umanistico di Antonio Sinibaldi fiorentino, Milano, 1922
- Passatisti, Firenze, 1923
- Fiorenza, fior che sempre rinnovella, 1925

### Curatele
- Le novelle antiche dei codici panciatichiano-palatino 138 e laurenziano-gaddiano 193 con una introduzione sulla storia esterna del testo del Novellino, Firenze, 1880
- La Divina Commedia con illustrazioni di Jan van der Straet (Ioannes Stradanus) riprodotte dall'originale mediceolaurenziano, Firenze, 1893
- Chi è? Annuario biografico italiano con cenni sommari delle persone più note del parlamento, dell'esercito, dell'armata, della magistratura, del clero, delle pubbliche amministrazioni, dell'insegnamento, della letteratura, dell'arte, dell'industria e del commercio, Roma, 1908
- Lo Zibaldone boccaccesco mediceo-Murenziano, Firenze, 1915
- La Divina Commedia, nella figurazione artistica e nel secolare commento, Torino, 1924
- Lorenzo de' Medici, Canti carnascialeschi secondo l'unico esemplare riccardiano e di Bernardo Giambullari, Milano, 1925
- Il Tommaseo scolastico: riduzione e integrazione del dizionario della lingua italiana di Niccolò Tommaseo, Torino, 1926

## Archivio
Alla Biblioteca Marucelliana è stato creato il "Fondo Biagi Guido - Passerini Giuseppe Lando", contenente documentazione dal 1901 al 1922, oltre a 4 lettere dal 1847 al 1850. Vi sono lettere, cartoline, biglietti, telegrammi, inviati a Guido Biagi e Giuseppe Lando Passerini, quando erano presidente e cancelliere della "Associazione amici dei monumenti in Firenze". Inoltre, ci sono giornali, fotografie, opuscoli, appunti. Tra i mittenti: Fabio Bargagli Petrucci, Francesco Ciseri, Enrico Corradini, Renato Fucini, Luigi Gioli, Adolfo Orvieto, Pio Rajna, Domenico Trentacoste.